# Hampshire (Illinois)
Hampshire és una població dels Estats Units a l'estat d'Illinois. Segons el cens del 2000 tenia 2.900 habitants.

## Demografia
Segons el cens del 2000, Hampshire tenia 2.900 habitants, 1.015 habitatges, i 792 famílies. La densitat de població era de 229,4 habitants/km².
Dels 1.015 habitatges en un 42% hi vivien nens de menys de 18 anys, en un 66,6% hi vivien parelles casades, en un 7,9% dones solteres, i en un 21,9% no eren unitats familiars. En el 17,5% dels habitatges hi vivien persones soles el 7,6% de les quals corresponia a persones de 65 anys o més que vivien soles. El nombre mitjà de persones vivint en cada habitatge era de 2,86 i el nombre mitjà de persones que vivien en cada família era de 3,28.
Per edats la població es repartia de la següent manera: un 29,7% tenia menys de 18 anys, un 6,8% entre 18 i 24, un 32,1% entre 25 i 44, un 20,2% de 45 a 60 i un 11,3% 65 anys o més.
L'edat mediana era de 35 anys. Per cada 100 dones de 18 o més anys hi havia 89,8 homes.
La renda mediana per habitatge era de 58.519 $ i la renda mediana per família de 65.069 $. Els homes tenien una renda mediana de 42.217 $ mentre que les dones 29.934 $. La renda per capita de la població era de 22.143 $. Aproximadament el 2,3% de les famílies i el 2,9% de la població estaven per davall del llindar de pobresa.

## Poblacions més properes
El següent diagrama mostra les poblacions més properes.